# Катсина
 Тази статия е за града в Нигерия.  За щата вижте Катсина (щат).  
Катсина (на английски: Katsina) е град в северна Нигерия, столица на щата Катсина. Агломерацията на града има население от около 505 000 жители (по изчисления от март 2016 г.).
Разположен е на 508 m надморска височина в Сокотската равнина, на 21 km югоизточно от границата с Нигер и на 150 km северозападно от град Кано. Градът възниква в началото на XII век, а през XVII-XVIII век се превръща в главния търговски център на народа хауса. През 1807 година е превзет от фуланите, като днес хауса и фулани са основните етнически групи в града.